# جسيون لو
جسيون لو (بالإنجليزية: Jason Lowe)‏ (2 سبتمبر 1991 بويغان في المملكة المتحدة - ) هو لاعب كرة قدم بريطاني في مركز الوسط. شارك مع منتخب إنجلترا تحت 20 سنة لكرة القدم ومنتخب إنجلترا تحت 21 سنة لكرة القدم. أما مع النوادي، فقد لعب مع أولدهام أثلتيك وبلاكبيرن روفرز.

## وصلات خارجية
- جسيون لو على موقع قاعدة بيانات كرة القدم.إي يو (الإنجليزية)
- جسيون لو على موقع Soccerbase.com (لاعب) (الإنجليزية)
- جسيون لو على موقع Soccerway.com (الإنجليزية)
- جسيون لو على موقع عالم كرة القدم.نت (الإنجليزية)